# Sharon (Pennsylvanie)
Pour les articles homonymes, voir Sharon.
Sharon est une ville du Commonwealth de Pennsylvanie, au nord-est des États-Unis d’Amérique. La commune compte 13 147 habitants en 2020.

## Personnalités
- Rod White (1977-), champion olympique par équipe de tir à l'arc en 1996.

- Mick Goodrick (1945-2022), musicien américain.